# Flash (Barry Allen)
The Flash (Bartholomew Henry "Barry" Allen) là một siêu anh hùng hư cấu xuất hiện trong truyện tranh Mỹ, được xuất bản bởi DC Comics. Barry Allen là nhân vật Flash thứ hai, đồng thời cũng là nhân vật được công nhận nhiều nhất. Nhân vật này xuất hiện lần đầu tiên trong Showcase #4 (tháng 10 năm 1956), được tạo ra bởi Robert Kanigher và Carmine Infantino. Tên của anh là sự kết hợp của Barry Gray và Steve Allen.